# Xanca de Miller
La xanca de Miller (Grallaria milleri) és una espècie d'ocell de la família dels gral·làrids (Grallariidae).

## Hàbitat i distribució
Viu a la selva pluvial Conegut únicament als Andes del centre de Colòmbia, a Caldas